# Affaire Elisa Pilarski
Le texte peut changer fréquemment, n’est peut-être pas à jour et peut manquer de recul. 
Le titre et la description de l'acte concerné reposent sur la qualification juridique retenue lors de la rédaction de l'article et peuvent évoluer en même temps que celle-ci.
L'affaire Elisa Pilarski a pour objet la mort violente d'Elisa Pilarski, une béarnaise de 29 ans, enceinte de 6 mois, tuée le 16 novembre 2019 par de multiples morsures de chien en forêt de Retz, dans l'Aisne.   
Au moment du drame, Elisa Pilarski promenait un pitbull nommé Curtis appartenant à son compagnon Christophe Ellul, alors qu’une chasse à courre se déroulait à quelques centaines de mètres dans la même forêt. Christophe Ellul, arrivé peu de temps après sur les lieux du drame à la suite d'un appel de sa compagne, a accusé les chiens de la meute d’avoir tué cette dernière. La responsabilité de ces chiens est toutefois démentie par les expertises qui établissent que c’est Curtis qui a provoqué la mort d’Élisa Pilarski par ses morsures.   
Une information judiciaire contre X conduit à la mise en examen pour « homicide involontaire » du propriétaire du molosse.

## Contexte

### Victime
En 2019, Elisa Pilarski est en couple avec Christophe Ellul, propriétaire de Curtis. Son propriétaire présente au début de l’enquête comme un croisement d'un Patterdale avec un lévrier Whippet,. Il s'avère après vérification par les gendarmes qu'il s'agit d'un Pitbull, chien interdit en France, importé illégalement depuis les Pays-Bas et non déclaré. Trois mois avant le drame, le chien avait remporté en Belgique un « concours de mordants sportifs » réservé aux pitbulls.

### Aspects juridiques liés à la possession de chiens de catégorie 1 et 2
L'American Pit Bull Terrier (pitbull) n'est pas reconnu comme une race par la législation française, contrairement à l'American Staffordshire Terrier (Amstaff), qui est rattachée à ce type. Tous les chiens typés pitbull sans papiers français sont classés en « catégorie 1 » selon la loi du 6 janvier 1999, codifiée aux articles L211-12 à L211-16 du Code rural et de la pêche maritime, qui concerne les chiens dits « dangereux » définis par l'arrêté interministériel du 27 avril 1999. Les Amstaff enregistrés au registre français sont en catégorie 2. 
L'acquisition, l'importation et la cession (même à titre gratuit) des chiens de catégorie 1 sont interdites en France. Leur stérilisation est obligatoire.

## Fait divers

### Crime
Le 16 novembre 2019, Elisa Pilarski se trouve en forêt de Retz en train de promener Curtis. Christophe Ellul est parti prendre son poste à l’aéroport Paris-Charles de Gaulle.  
Elisa est tuée vers 13 h 30 après avoir eu le temps d’appeler son compagnon, le contenu de son appel étant inconnu. Il quitte précipitamment son travail  et appelle les secours à 14h40 par une voisine  , plus d'une heure après l'appel d'Elisa,. 
Un examen post mortem montre que la victime a été scalpée , et a subi des morsures au bras droit et à l'aine droite causant une forte hémorragie.  

### Enquête
Après le drame, Christophe Ellul, le maître de Curtis, met en cause d’autres chiens, ceux du « Rallye La Passion » un évènement de chasse à courre.
Les enquêteurs recueillent l'ADN de 67 chiens : les cinq du couple ainsi que les 62 autres appartenant au Rallye La Passion. Le 31 octobre 2020, le rapport d'expertise demandé par la justice à deux vétérinaires est rendu public. Le rapport affirme : « le chien Curtis est l'unique auteur des morsures ayant causé le décès […]. Les morsures individualisables sont compatibles avec la mâchoire du seul Curtis, et non des chiens de chasse. »,,.
Il apparaît aussi que Curtis a été entraîné au mordant pour des concours interdits en France.     
Ce conditionnement à la morsure aurait poussé le chien à se retourner contre la compagne de son maître.     
Les experts ont également examiné le comportement de Curtis, comportement qualifié de « prédation détournée de sa finalité [en raison de son dressage] contre nature, [relevant d'une] forme de maltraitance animale ». L'expertise écarte en outre la thèse selon laquelle Curtis aurait défendu la victime contre les chiens de chasse : aucune trace des pattes de chiens de la meute autour du corps, aucune blessure des chiens de chasse qui résulterait d'un combat, et les blessures minimes sur la tête de Curtis ne sont pas consécutives à des morsures de chien, mais probablement causées par lui-même pour arracher sa muselière,. 
Les résultats des analyses génétiques, communiqués le 3 novembre 2020, confirment l'avis des experts : on retrouve l'ADN de Curtis sur le corps de Pilarski, pas ceux de la chasse à courre,.

### Mise en cause
Le 4 novembre 2020, Christophe Ellul, le compagnon de la victime, est mis en cause par le procureur de la République,. Son avocat demande une contre-expertise.     
Une information judiciaire contre X est en cours pour « homicide involontaire par maladresse, imprudence, inattention, négligence ou manquement à une obligation de prudence (…) résultant de l'agression commise par des chiens ».
Même après ces révélations sur les analyses des morsures de chien qui ont été fatales à Elisa Pilarski, Christophe Ellul continue d'affirmer qu'il est impossible que son chien soit responsable de sa mort lors d'une conférence de presse donnée avec son avocat Alexandre Novion début novembre 2020. De plus, Ellul conteste le fait que son chien était dans une « situation illégale ». Enfin, la race même de Curtis pose question. Alexandre Novion conteste pour sa part à la télévision mi-novembre 2020 la méthodologie et les conclusions des experts chargés des analyses qui ne correspondent pas selon lui aux constatations faites sur le corps par les médecins-légistes. Il annonce même qu'il va demander une contre-expertise et un complément d'information sur les analyses des tests ADN.
Le 4 mars 2021, Christophe Ellul est mis en examen pour homicide involontaire et placé sous contrôle judiciaire. Il lui est interdit d'entrer en contact avec la famille de la victime.
Le 29 mars 2021, il est à nouveau convoqué à Soissons, cette fois pour une confrontation avec la famille d'Elisa Pilarski. Le portable de cette dernière a été analysé, il contient des photos du chien prises pendant la promenade peu de temps avant son décès, ainsi qu'un texto de son compagnon : « Je le fait (sic) piquer », qui laisse à croire qu'il avait conscience du rôle de son chien dans le drame.  Ce SMS n'a pas été retrouvé sur le téléphone de Christophe Ellul, ce qui sous tend qu'il a effacé ce SMS compromettant. La thèse de Christophe Ellul, arguant que le chien était muselé et ne pouvait avoir mordu sa compagne, s'effondre un peu plus, du fait que le chien ne portait pas de muselière sur les photos retrouvées dans le portable d’Elisa. Par ailleurs, le fait qu'une muselière n'appartenant pas à ce chien a été retrouvée dans le bois sur les lieux du drame, ouvre la porte à l'hypothèse selon laquelle elle aurait pu être apportée par Ellul lui-même, ce qui signifierait qu'il aurait délibérément modifié la scène du drame,. Le chien incriminé, Curtis, est placé dans un premier temps dans un chenil en Haute-Garonne, en attente de son éventuelle euthanasie dès lors que son rôle dans la mort d'Elisa Pilarski sera juridiquement définitivement établi.
Le parquet de Soissons envisage dans un premier temps la tenue du procès le 24 mai 2024, mais ce  n’est finalement qu’en août de cette année que le juge prononce son ordonnance de clôture, rendant possible le renvoi de Christophe Ellul devant le tribunal correctionnel de Soissons. Le propriétaire du chien encourt un maximum de dix ans d’emprisonnement et 150 000 euros d’amende pour le risque grave qu’il a fait encourir à sa compagne.

## Impact

### Cagnotte
En décembre 2019, une cagnotte est lancée sur internet dans le but de récolter de l'argent pour assurer la défense du chien Curtis. Elle rapporte 7 000 euros. Marjorie Tortosa — créatrice de la cagnotte — déclare : « Il n'y a plus grand doute sur le fait que Curtis soit responsable du décès d'Elisa (...) mais moi  j'ai cru Christophe Ellul. Ils se sont servis de moi, il a récolté l'argent en partie grâce à moi. Je m'en veux d'avoir cru que l'argent irait pour Curtis. Quand je relis des conversations (de 2019) je me dis mais comment j'ai pu être aussi c****?! ». Elle a par la suite invité les donateurs à déposer plainte.

### Brigitte Bardot
Alors que la responsabilité du chien n’était pas encore établie, le 16 novembre 2020 Brigitte Bardot écrit une lettre ouverte au ministre français de la Justice, Éric Dupond-Moretti. Elle critique le déroulement de l’enquête et promet son soutien à Christophe Ellul et à Curtis.

### AVA
Le collectif Abolissons la Vènerie Aujourd'hui (d) (AVA) a publié en 2023 un post Facebook sur une partie en cours, faisant référence au décès d'Elisa Pilarski. Le chef de l'équipage en question porte plainte. Il se considère injustement accusé de la mort.